# Magyar István (labdarúgó)
Magyar István (Tiszapüspöki, 1955. augusztus 4. –) labdarúgó, csatár. A Ferencváros, az FC Bruges és az Austria Wien válogatott játékosa. Egyszeres magyar bajnok és háromszoros MNK győztes.

## Pályafutása

### Klubcsapatban
A Szolnoki Vegyiművek nevelése. Tizenötévesen, már az NB III-as csapatban szerepelt.
1972-ig Szolnokon játszott. Innen igazolt a Ferencvároshoz, ahol öt nagyobb sikert ért el: 1975-ben KEK döntős, 1976-ban bajnok, 1974-ben, 1976-ban, 1978-ban MNK győztes. 1977–1978-ban őt választották az év ferencvárosi játékosának (Toldi-vándordíj). 1979-ben nem tért vissza a csapattal a spanyolországi turnéról. Az egy év eltiltást letöltve először Belgiumban játszott. 1982-ben Bécsbe szerződött, ahol egy évre rá csapattársa lett Nyilasi Tibor is. Első osztálybeli pályafutását a kismartoni csapatban fejezte be 1987-ben. Ezután még több kisebb klubban szerepelt (SC Simmering, FC Oslip, SC Weisenbach, ASK Hornstein, UFC Weiden/See, SC Moosbrunn).
2008 nyarától az alsóbb osztályú UFC Mannersdorf edzője.

### A válogatottban
A magyar válogatottban 1975 és 1979 között 16 alkalommal szerepelt és egy gólt szerzett.

## Sikerei, díjai
- Magyar bajnokság
  - bajnok: 1975–76
- Magyar kupa (MNK)
  - győztes 1974, 1976, 1978
- Osztrák bajnokság
  - bajnok 1983–84
- Kupagyőztesek Európa-kupája
  - döntős:. 1974–75
  - elődöntős: 1982–83

## Statisztika
- A Ferencvárosban összesen 243 mérkőzésen szerepelt, ebből 136 bajnoki, 47 nemzetközi, 60 hazai díjmérkőzés volt. Góljainak száma 64 (26 bajnoki, 38 egyéb).
- Az Austria Wien-ben összesen 100 mérkőzésen 29 gólt szerzett. Ebből 69 volt tétmérkőzés, amelyeken 17 gólt ért el.

### Mérkőzései a válogatottban
| Magyarország | Magyarország         | Magyarország                                  | Magyarország | Magyarország | Magyarország  | Magyarország       | Magyarország | Magyarország |
| #            | Dátum                | Helyszín                                      | Hazai        | Eredmény     | Vendég        | Kiírás             | Gólok        | Esemény      |
| ------------ | -------------------- | --------------------------------------------- | ------------ | ------------ | ------------- | ------------------ | ------------ | ------------ |
| 1.           | 1975. május 7.       | Budapest, Népstadion                          | Magyarország | 2 – 0        | Bulgária      | olimpiai selejtező | -            | 69'          |
| 2.           | 1975. augusztus 10.  | Teherán                                       | Irán         | 1 – 2        | Magyarország  | barátságos         | -            | 80'          |
| 3.           | 1976. március 27.    | Budapest, Népstadion                          | Magyarország | 2 – 0        | Argentína     | barátságos         | -            |              |
| 4.           | 1976. április 17.    | Banja Luka                                    | Jugoszlávia  | 0 – 0        | Magyarország  | barátságos         | -            |              |
| 5.           | 1976. május 22.      | Budapest, Népstadion                          | Magyarország | 1 – 0        | Franciaország | barátságos         | -            |              |
| 6.           | 1976. május 26.      | Budapest, Népstadion                          | Magyarország | 1 – 1        | Szovjetunió   | barátságos         | -            | 74'          |
| 7.           | 1976. június 12.     | Budapest, Népstadion                          | Magyarország | 2 – 0        | Ausztria      | barátságos         | 1            | 35' 66'      |
| 8.           | 1976. szeptember 8.  | Stockholm, Råsunda Stadion                    | Svédország   | 1 – 1        | Magyarország  | barátságos         | -            |              |
| 9.           | 1976. szeptember 22. | Kelet-Berlin, Friedrich-Ludwig-Jahn-Sportpark | NDK          | 1 – 1        | Magyarország  | barátságos         | -            | 85'          |
| 10.          | 1976. október 9.     | Athén                                         | Görögország  | 1 – 1        | Magyarország  | vb-selejtező       | -            | 85'          |
| 11.          | 1976. október 13.    | Bécs, Práter stadion                          | Ausztria     | 2 – 4        | Magyarország  | barátságos         | -            |              |
| 12.          | 1977. február 9.     | Lima                                          | Peru         | 3 – 2        | Magyarország  | barátságos         | -            | 46'          |
| 13.          | 1977. február 22.    | Puebla                                        | Mexikó       | 1 – 1        | Magyarország  | barátságos         | -            | 76'          |
| 14.          | 1977. február 27.    | Buenos Aires, Boca Juniors Stadion            | Argentína    | 5 – 1        | Magyarország  | barátságos         | -            | 46'          |
| 15.          | 1979. május 2.       | Budapest, Népstadion                          | Magyarország | 0 – 0        | Görögország   | Eb-selejtező       | -            | 31'          |
| 16.          | 1979. május 19.      | Tbiliszi                                      | Szovjetunió  | 2 – 2        | Magyarország  | Eb-selejtező       | -            |              |
|              | Összesen             |                                               |              | 16           | mérkőzés      |                    | 1            | gól          |